# 入間 (小惑星)
入間（いるま、8924 Iruma）は小惑星帯に位置する小惑星。
埼玉県入間市のアマチュア天文家、佐藤直人により発見された。
狭山茶の生産地である入間市にちなんで命名された。